# Brachymeria achterbergi
Brachymeria achterbergi är en stekelart som beskrevs av T.C. Narendran 1989. Brachymeria achterbergi ingår i släktet Brachymeria och familjen bredlårsteklar. Inga underarter finns listade.